# Списак градова на Малти
Република Малта, као једна од малих европских држава, има само једностепену поделу на 68 општина, од којих 11 има звање града.
У суштини, држава је мала и веома густо насељена (преко 1000 становника/км²), па у њој постоји једно велико урбано подручје са средиштем у главном граду Ла Валети, у коме живи 80% становништва државе.

## Звање града
Звање или статус града на Малти није везано за његову величину, већ за његов историјски значај. Он је стога чисто званичан, означен називом "cittá" из времена владавине витезова Малтешког реда, па нема разлике у управи у граду или другом насељу. Већина градова је сачувала границе из прошлих векова, па су многа њихова предграђа већа од њих самих. На пример, највеће насеље (и општина) на Малти је Биркиркара, која нема звање града. Она је приближно три пута већа од оближње Ла Валете, која је остала у средњовековним зидинама.

## Списак градова
| Бр. | Грб | Назив     | Историјски назив | Површина km²) | Становништво (31.12.2009) |
| 1.  |     | Биргу     | Città Vittoriosa | 0,5           | 2.633                     |
| 2.  |     | Бормла    | Città Cospicua   | 0,9           | 5.657                     |
| 3.  |     | Валета    | Città Umillisima | 0,8           | 6.098                     |
| 4.  |     | Викторија | Città Victoria   | 2,9           | 6.414                     |
| 5.  |     | Забар     | Città Hompesch   | 5,3           | 17.030                    |
| 6.  |     | Зебуг     | Città Rohan      | 8,7           | 12.892                    |
| 7.  |     | Зејтун    | Città Beland     | 7,4           | 13.410                    |
| 8.  |     | Корми     | Città Pintò      | 5,0           | 20.178                    |
| 9.  |     | Мдина     | Città Notabile   | 0,9           | 236                       |
| 10. |     | Сенглеа   | Città Invicta    | 0,2           | 3.074                     |
| 11. |     | Сигијеви  | Città Ferdinand  | 19,9          | 9.031                     |